# Akihiro Nishimura
Akihiro Nishimura (n. 8 august 1958) este un fost fotbalist japonez.

## Statistici
| Japonia | Japonia | Japonia |
| An      | Meciuri | Goluri  |
| ------- | ------- | ------- |
| 1980    | 1       | 0       |
| 1981    | 13      | 0       |
| 1982    | 2       | 0       |
| 1983    | 10      | 0       |
| 1984    | 1       | 0       |
| 1985    | 8       | 2       |
| 1986    | 5       | 0       |
| 1987    | 8       | 0       |
| 1988    | 1       | 0       |
| Total   | 49      | 2       |